# Munro (ort)
Munro är en ort i Argentina.   Den ligger i provinsen Buenos Aires, i den centrala delen av landet, 16 km nordväst om huvudstaden Buenos Aires. Munro ligger 32 meter över havet och antalet invånare är 35 844.
Terrängen runt Munro är mycket platt. Runt Munro är det mycket tätbefolkat, med 10 000 invånare per kvadratkilometer.. Närmaste större samhälle är Buenos Aires, 16,3 km sydost om Munro. 
Runt Munro är det i huvudsak tätbebyggt.